# Jos Vranken (schip, 1925)

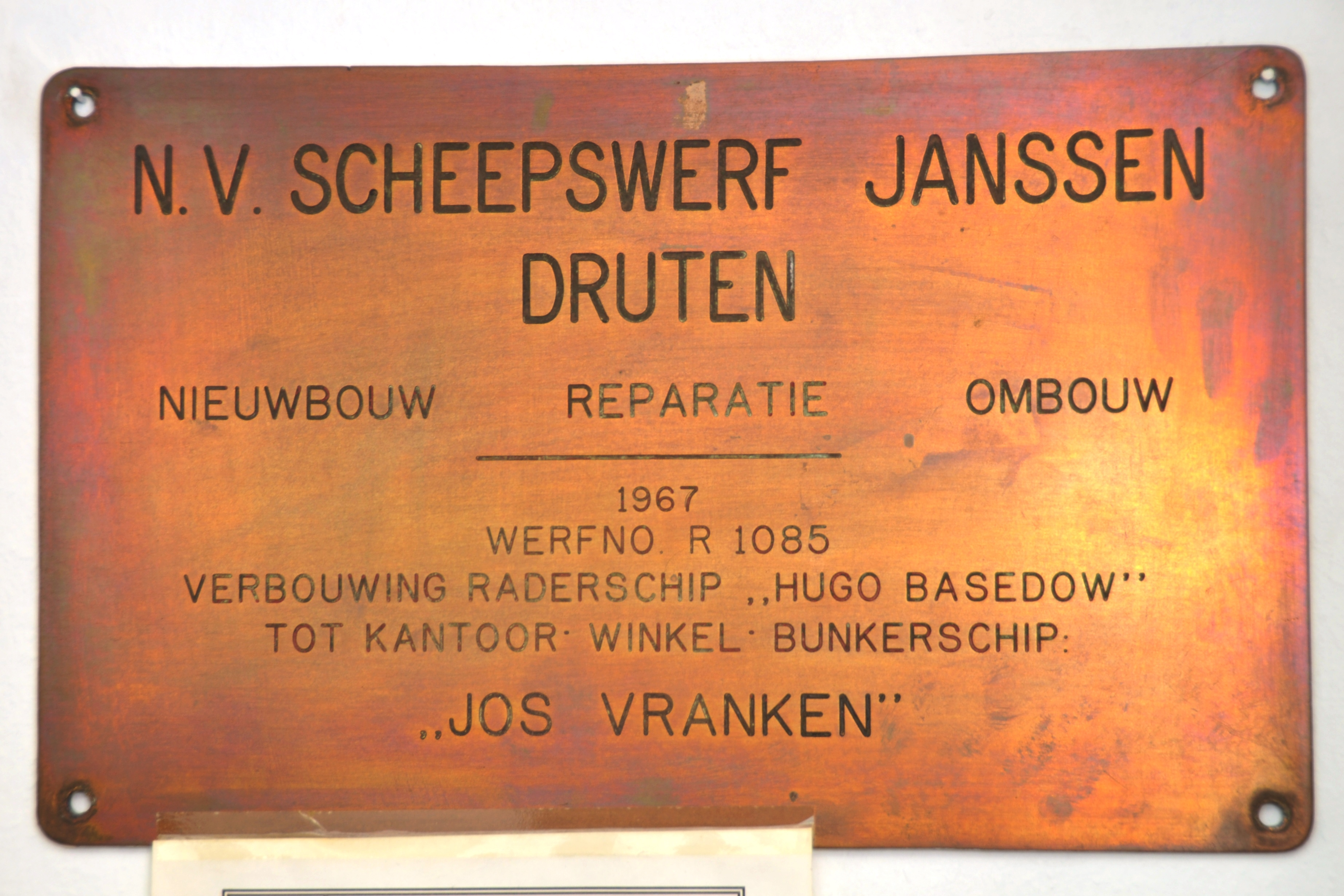

De Jos Vranken is een voormalige stoompassagiersraderboot, die in gebruik is als schipperscentrum en kerkschip in de Waalhaven in Nijmegen. Het schip werd in 1925 gebouwd door de Dresder Maschinenfabrik & Schiffswerft Ubigau AC te Dresden voor de Luneburger Dampschiffe Theodor & Hogo Basedow te Lauwenburg. 
Op het schip kunnen parochianen van families uit de trekkende bevolking, binnenschippers, kermis- en circusexploitanten en -artiesten en woonwagenbewoners, naar de kerk, trouwen, gedoopt worden en eerste communie doen. Ook wordt er de jaarlijkse telematicadag georganiseerd. 

## Geschiedenis
In de tijd dat het als passagiersschip voer werd het 's winters gebruikt als sleepboot naar Maagdenburg en Dresden. Na de Tweede Wereldoorlog heeft het een poosje dienst gedaan als troepentransportschip voor het Engelse leger. In 1961 kwam het einde voor de passagiersdienst. Die was niet meer rendabel, de rederij werd opgeheven en het schip ging naar de sloper. 
Daar werd het echter gekocht door Rederij Ketel uit Zutphen en het schip voer onder eigen stoom over zee van Cuxhaven naar Delfzijl. Het kwam er niet van om het schip te verbouwen en het casco met een praktisch nieuw vlak werd in 1966 aangekocht door Internationale Motor Transportbedrijf NV in Rotterdam. 
Die liet het in Druten verbouwen om het als bunker-, winkel- en kantoorschip voor Smit's Kolen- & Oliehandel te kunnen gebruiken en het kreeg de naam van Jos Vranken, een Nederlands dirigent. Het werd in gebruik genomen aan de kade van het Noordereiland in Rotterdam. Het kantoor werd daar ook gebruikt door Sleepdienst J. Kooren, van Vliet Shipstores en Koninklijke Schippersvereniging Schuttevaer. 
In 1985 werd het schip verkocht aan de Stichting Katholiek Sociaal Cultureel Centrum Nijmegen (KSCC), die het in Nijmegen bij de Scheepswerf Gelria liet aanpassen en in de Waalhaven in Nijmegen als schipperscentrum door Ruud Lubbers in dienst werd gesteld.
Rond 2013 werden van de Scheepswerf  Gelria een maquette van de werf en veel scheepsmodellen overgenomen, die samen een eerste aanzet vormden voor een binnenvaartmuseum. Vanaf die tijd werd de collectie in het vooronder gestaag uitgebreid.  
In 2021 onderging het schip een grondige hellingbeurt bij Shipyard Millingen. 
Op 30 september 2021 werd aan boord het Binnenvaartmuseum Nijmegen door burgemeester van Nijmegen  Hubert Bruls officieel geopend.